# Jan IX bar Shushan
Jan IX bar Shushan (ur. ?, zm. 6 listopada 1073) – w latach 1063–1073 70. syryjsko-prawosławny Patriarcha Antiochii. 